# Чубатка великоприквітникова
Чубатка великоприквітникова (Corydalis bracteata) — багаторічна трав'яниста рослина, вид роду Ряст (Corydalis) родини Дем'янкові (Fumariaceae).

## Ботанічний опис

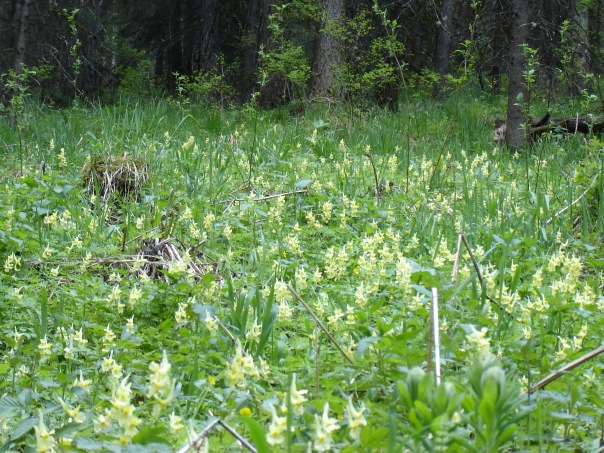
Загальний вигляд квітучих рослин у заповіднику "Красноярські Стовпи"Красноярського краю

Багаторічна рослина заввишки близько 25 см, з невеликою кулястою бульбою. Стебло пряме (10-40 см) з одним великим лусковидним листом і двома-трьома довгочерешковими двічі- або тричі-трійчастим листками. Квітки жовті, великі (2-4 см завдовжки, 2,5 см завтовшки), дугоподібно зігнуті, зі висхідною шпорою. Китиці верхівкові, багатоквіткові. У суцвітті у дорослих екземплярів налічується до 30 квіток. Плід — коробочка. Розмножується насінням, цвіте з кінця квітня до червня в лісовому поясі, наприкінці травня–червні у високогір'ї.

## Географія
Рослина поширена на південному сході Томської області, Алтаї, у Кемеровській області, на східній частині Хакасії, у Красноярському краї та Іркутській області, Забайкаллі.

## Екологія
Чубатка великоприквітникова зустрічається в долинних хвойно-листяних лісах, на їхніх узліссях, у високогірних рідколіссях та на субальпійських луках.

## Охоронний статус
Вразливий реліктовий вигляд II категорії, що внесено до «Червоної книги Бурятської АРСР», «Червоної книги Іркутської області», списків рідкісних і зникаючих рослин Сибіру. Охороняється у Байкальському заповіднику.
Рекомендації щодо збереження: заборонити збирання квітів, ввести в культуру.

## Значення та використання
Декоративний вид чубатки, цікавий для селекції, адже легко дає клони, що відрізняються формою пелюсток, ступенем гофрування країв і ароматом. Декоративний ранньоквітучий ефемероїд.

## Галерея

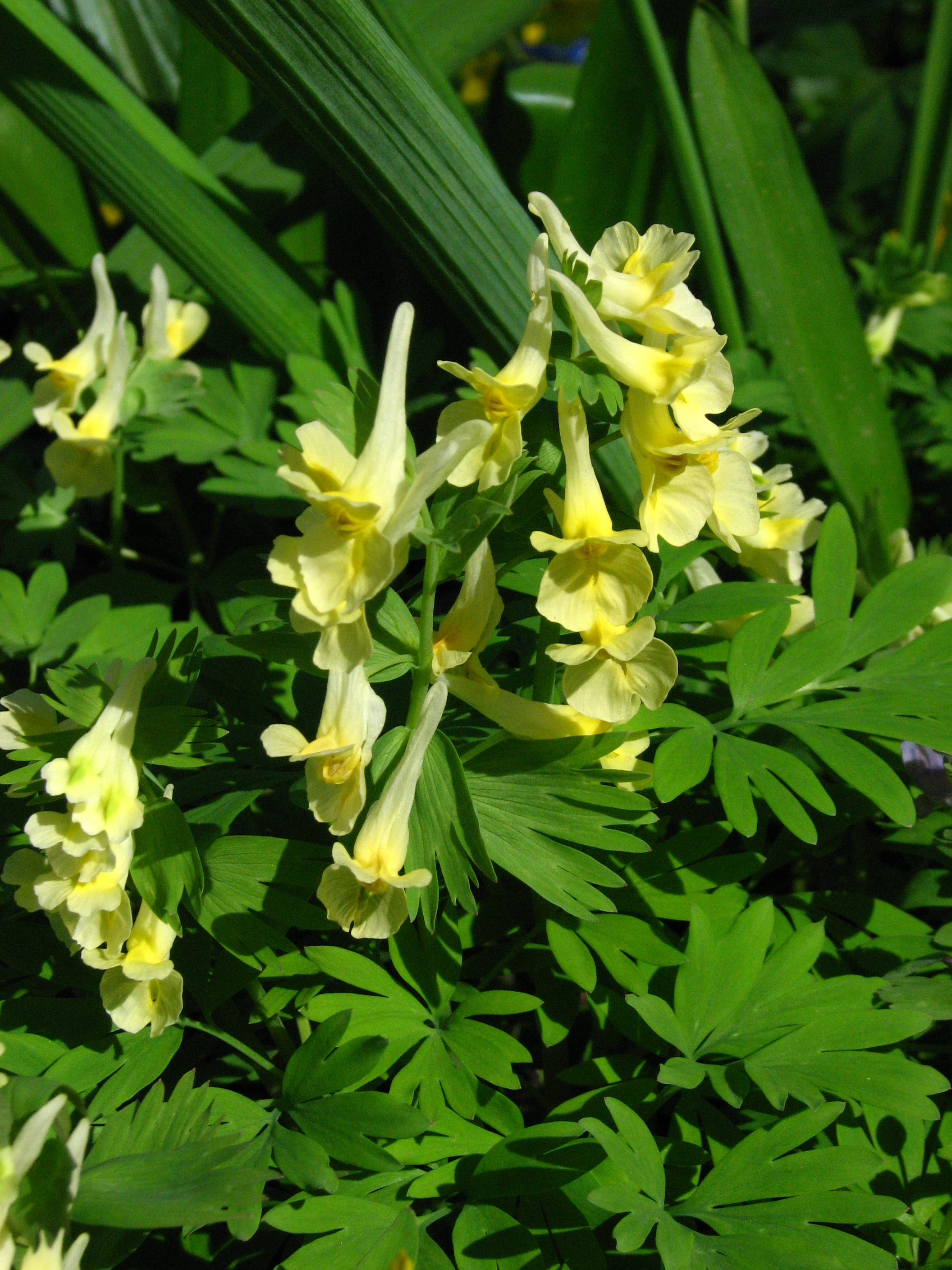